# 2004 PD112
2004 PD112, também escrito como 2004 PD112, é um corpo menor que está localizado no disco disperso, uma região do Sistema Solar. Ele possui uma magnitude absoluta de 6,1 e tem um diâmetro estimado de cerca de 265 km. O astrônomo Mike Brown lista este corpo celeste em sua página na internet como um candidato a possível planeta anão.

## Descoberta
2004 PD112 foi descoberto no dia 13 de agosto de 2004 pelo astrônomo Marc W. Buie.

## Órbita
A órbita de 2004 PD112 tem uma excentricidade de 0,322 e possui um semieixo maior de 64,295 UA. O seu periélio leva o mesmo a uma distância de 43,577 UA em relação ao Sol e seu afélio a 85,013 UA.